# Tałgat Żajłauow
Tałgat Bakytbiekowicz Żajłauow (ros.: Талгат Бакытбекович Жайлауов; ur. 7 lipca 1985 w Ust-Kamienogorsku, Kazachska SRR) – kazachski hokeista, reprezentant Kazachstanu, trener.
Ma żonę i dwie córki.

## Kariera zawodnicza
- Torpedo Ust-Kamienogorsk (2002-2007)
- Barys Astana (2007-2016, 2017-2018)
- Nomad Astana (2016-2017, 2018)
- Torpedo Ust-Kamienogorsk (2016-2017, 2018)
- Ałtaj-Torpedo Ust-Kamienogorsk (2018-2019)
- Barys Nur-Sułtan (2007-2016, 2017-2018)
- Nomad Nur-Sułtan (2019-2020)
- Saryarka Karaganda (2020)

Wychowanek Torpedo Ust-Kamienogorsk. Od 2007 zawodnik Barysu Astana. Od połowy 2013 związany dwuletnim kontraktem. W lipcu 2015 przedłużył kontrakt o rok. Zwolniony z klubu po testach pod koniec sierpnia 2016. W sierpniu 2017 ponownie przeszedł do Barysiu. We wrześniu 2018 został zawodnikiem Torpedo. Latem 2019 powrócił do Barysa, jednak sezon 2019/2020 grał w Nomadzie. Od czerwca do listopada 2020 był zawodnikiem Saryarki Karaganda.
Uczestniczył w turniejach mistrzostw świata w 2006, 2007, 2010, 2011, 2012, 2013, 2014, 2015, 2019.

## Kariera trenerska
Od połowy 2025 asystent głównego trenera Barysu Astana.

## Sukcesy
Reprezentacyjne
- Awans do MŚ Elity: 2011, 2013, 2015, 2019
- Złoty medal Zimowych igrzysk azjatyckich: 2011

Klubowe
- Złoty medal mistrzostw Kazachstanu: 2003, 2004, 2005, 2007 z Torpedo Ust-Kamienogorsk, 2008, 2009 z Barysem Astana
- Srebrny medal mistrzostw Kazachstanu: 2011 z Barysem Astana, 2018 z Nomadem Astana

Indywidualne
- Liga kazachska 2006/2007:
  - Pierwsze miejsce w klasyfikacji strzelców: 16 goli[13]
- Hokej na lodzie na Zimowych Igrzyskach Azjatyckich 2011:
  - Pierwsze miejsce w klasyfikacji +/- turnieju: +21 ex aequo
  - Pierwsze miejsce w klasyfikacji asystentów turnieju: 15 asyst
  - Pierwsze miejsce w klasyfikacji kanadyjskiej turnieju: 20 punktów
- Mistrzostwa Świata w Hokeju na Lodzie 2012/Elita:
  - Jeden z trzech najlepszych zawodników reprezentacji
- KHL (2013/2014): Mecz Gwiazd KHL[14]
- Mistrzostwa Świata w Hokeju na Lodzie 2015/I Dywizja#Grupa A:
  - Pierwsze miejsce w klasyfikacji asystentów turnieju: 4 asysty[15]
  - Jeden z trzech najlepszych zawodników reprezentacji w turnieju[16]